# 3660 Lazarev
A 3660 Lazarev (ideiglenes jelöléssel 1978 QX2) egy kisbolygó a Naprendszerben. Nyikolaj Sztyepanovics Csernih fedezte fel 1978. augusztus 31-én.